# Franco Supino
Franco Supino (* 27. Juli 1965 in Solothurn) ist ein Schweizer Schriftsteller.

## Leben
Supino, als Sohn italienischer Eltern zweisprachig aufgewachsen, studierte an den Universitäten Zürich und Florenz Germanistik und Romanistik. Franco Supino ist Dozent an der Pädagogischen Hochschule der FHNW.

## Schriftsteller
Zwischen 1983 und 1990 verfasste er mehrere Features, Rundfunkerzählungen und ein Hörspiel für das Schweizer Radio DRS. Supinos erster Roman Musica Leggera erschien 1995. Er hat seither sechs weitere Romane veröffentlicht, von denen sich zwei Künstlerschicksalen widmen: „Ciao amore, ciao“ basiert auf dem Lebenslauf der Sängerin Dalida, während „Das andere Leben“ die letzten Wochen im Leben des Dramatikers Cäsar von Arx thematisiert. Der Roman "Spurlos in Neapel" markierte, nach 14 Jahren, die Rückkehr zum Roman. Der Text ist ein schillerndes Stadtporträt und eine Suche nach den eigenen Wurzeln. Literaturkritik.de schreibt: "Franco Supino beeindruckt in „Spurlos in Neapel“ mit einem Gedankenexperiment zur eigenen Biografie."
Supino schreibt auch für Kinder und Jugendliche. Davon zeugen die beiden SJW-Bände Die Wilderer der Maremma und Linas Stein und der groß angelegte, auf einen Gotthelf-Stoff und ein aktuelles Bauprojekt in Solothurn zurückgreifende Jugendroman Wasserstadt, für den er mehrfach ausgezeichnet wurde. Die Erzählung „Hau ab, Bruderherz“ richtet sich an Jugendliche ab 12 Jahren und gestaltet die Thematik der Flucht Minderjähriger. Mino und die Kinderräuber erzählt für Kinder ab 8 Jahren eine spannende Geschichte mit historischem Bezug. Die Beziehung zwischen Chiara und ihrem Nonno Mino bleibt über dessen Tod hinaus – dank der Geschichten – erhalten. In „Mehr.Mehr.Mehr“ lässt Supino ein Ich erzählen, das unter der Leistungsgesellschaft leidet und meint, nur durch „selbstzerstörerische Praxis“ bestehen zu können.
Supino ist Mitglied im Verband Autorinnen und Autoren der Schweiz (AdS).

## Werke
- Musica Leggera. Roman. Rotpunktverlag, Zürich 1995, ISBN 3-85869-126-7.
- Die Schöne der Welt oder der Weg zurück. Roman. Nagel & Kimche, Zürich 1997, ISBN 3-312-00235-4.
- Der Gesang der Blinden. Roman. Nagel & Kimche, Zürich 1999, ISBN 3-312-00253-2.
- Ciao amore, ciao. Roman. Rotpunktverlag, Zürich 2004, ISBN 3-85869-269-7.
- Die Wilderer der Maremma. Illustriert von Hannes Binder. Schweizerisches Jugendschriftenwerk, Zürich 2007 (= SJW, Band 2261).
- Das andere Leben. Roman. Rotpunktverlag, Zürich 2008, ISBN 978-3-85869-376-1.
- Solothurn liegt am Meer. Knapp, Olten 2009, ISBN 978-3-905848-23-6.
- Linas Stein. Illustriert von Maria Stalder. Schweizerisches Jugendschriftenwerk, Zürich 2013, ISBN 978-3-7269-0643-6 (= SJW, Band 2455).
- Wasserstadt. Träume, Geld und Wirklichkeit. Roman. Kwasi, Solothurn 2013, ISBN 978-3-906183-11-4.
- Hau ab, Bruderherz. Erzählung. Dabux, Buochs 2017, ISBN 978-3-906876-05-4.
- Mino und die Kinderräuber. Kinderroman. Baeschlin, 2019, ISBN 978-3-85546-350-3.
- Mehr.Mehr.Mehr. Erzählung. Dabux, Werdenberg 2021, ISBN 978-3-906876-26-9.
- Spurlos in Neapel. Roman. Rotpunktverlag, Zürich 2022, ISBN 978-3-85869-958-9.
- Geheimnis im Klostergarten. Erstlesetext. Baeschlin, 2023, ISBN 978-3-85546-390-9.

## Auszeichnungen
- 1986 Werkjahr des Kantons Solothurn
- 1996 Preis der Regiobank Solothurn[1]
- 1998 Werkbeitrag der Pro Helvetia
- 2000 Stipendiat im Stuttgarter Schriftstellerhaus
- 2001 Stadtschreiber in Rottweil
- 2001 Preis des Kantons Solothurn für Literatur[1]
- 2003 Förderpreis der Kulturstiftung Kurt Alten
- 2011 Werkbeitrag Pro Helvetia
- 2015 Hausacher LeseLenz – Stadtschreiber für die Sparte Jugendbuch
- 2020  Writer in Residence Franz-Edelmaier-Residenz für Literatur und Menschenrechte, Meran
- 2020 Mino und die Kinderräuber Shortlist für den Kurt-Marti-Preis[5]
- 2020 Mino und die Kinderräuber Nominierung Prix Chronos 2021[6]
- 2021 Kreationsbeitrag Literatur Pro Helvetia[7]
- 2022 LesePeter des Monats Februar 2022 für „Mehr.Mehr.Mehr“[8]
- 2022 SRF-Bestenliste Monat Dezember[9]
- 2023 Kunstpreis Kanton Solothurn